# Data Definition Language
Data Definition Language (DDL) (язык описания данных) — это семейство компьютерных языков, используемых в компьютерных программах для описания структуры баз данных.
На текущий момент наиболее популярным языком DDL является SQL, используемый для получения и манипулирования данными в РСУБД, и сочетающий в себе элементы DDL, DML и DCL.
Функции языков DDL определяются первым словом в предложении (часто называемом запросом), которое почти всегда является глаголом. В случае с SQL это глаголы — «create» («создать»), «alter» («изменить»), «drop» («удалить»). Эти запросы или команды часто смешиваются с другими командами SQL, в связи с чем DDL не является отдельным компьютерным языком.
Запрос «create» используется для создания базы данных, таблицы, индекса, представления или хранимой процедуры.
Запрос «alter» используется для изменения существующего объекта базы данных (таблицы, индекса, представления или хранимой процедуры) или самой базы данных.
Запрос «drop» используется для удаления существующего объекта базы данных (таблицы, индекса, представления или хранимой процедуры) или самой базы данных.
И наконец, в DDL существуют понятия первичного и внешнего ключа, которые осуществляют соблюдение целостности данных. Команды «первичный ключ» primary key, «внешний ключ» foreign key включаются в запросы «create table», «alter table».
Языки DDL могут существенно различаться у различных производителей СУБД. Существует ряд стандартов SQL, установленный ISO/IEC (SQL-89,SQL-92, SQL:1999, SQL:2003, SQL:2008), но производители СУБД часто предлагают свои собственные «расширения» языка и, часто, не поддерживают стандарт полностью.